# Copa espanyola de waterpolo femenina
La Copa espanyola de waterpolo femenina, coneguda com Copa de la Reina de waterpolo, és una competició esportiva de clubs espanyols de waterpolo, creada la temporada 1996-97. De caràcter anual, és organitzada per la Reial Federació Espanyola de Natació. Hi participen els vuits millors equips classificats de la primera volta de la Lliga espanyola. La fase final es disputa en format d'eliminació directa i en una seu neutral, normalment al mes de febrer o març. L'equip guanyador de la competició és declarat campió de Copa de la Reina i té dret a participar en la Supercopa espanyola de la temporada següent.
Històricament, els grans dominadors de la competició són els equips catalans, destacant el Club Natació Sabadell amb divuit títols, set de forma consecutiva entre 2008 i 2015, el Club Esportiu Mediterrani amb cinc (1997-2000, 2003), el Centre Natació Mataró amb dos (2016, 2022) i el Club Natació Sant Andreu (2024). El Club Natación Ondarreta Alcorcón és l'únic equip de fora de Catalunya que ha guanyat la competició (2006, 2007)

## Historial
| En negreta = Equip guanyador (prò.) = Pròrroga (p.) = Penals (1) = Nombre de títols Nota: Noms dels equips segons l'època |

| Edició | Temp.   | Data       | Campió                    | Resultat      | Subcampió             | Seu                                          | refs        |
| ------ | ------- | ---------- | ------------------------- | ------------- | --------------------- | -------------------------------------------- | ----------- |
| I      | 1996-97 | 22-12-1996 | CE Mediterrani (1)        | 7-4           | CN Ondarreta Alcorcón | Piscina Consejo Superior de Deportes, Madrid |             |
| II     | 1997-98 | 08-02-1998 | CE Mediterrani (2)        | 13-3          | CN Catalunya          | Piscina Sant Jordi, Barcelona                | [ 3 ]       |
| III    | 1998-99 | 15-11-1998 | CE Mediterrani (3)        | 7-6           | CN Sabadell           | Piscina Colegio Rima, Alcorcón               |             |
| IV     | 1999-00 | 05-03-2000 | CE Mediterrani (4)        | 8-7           | CN Sabadell           | Piscina Josep Vallés, Barcelona              |             |
| V      | 2000-01 | 14-01-2001 | CN Sabadell (1)           | 6-3           | CE Mediterrani        | Piscina Prado Santo Domingo, Alcorcón        |             |
| VI     | 2001-02 | 10-03-2002 | CN Sabadell (2)           | 8-4           | CE Mediterrani        | Piscina Municipal, Sant Feliu de Llobregat   |             |
| VII    | 2002-03 | 02-02-2003 | CE Mediterrani (5)        | 6-5           | CN Ondarreta Alcorcón | Piscina Prado Santo Domingo, Alcorcón        |             |
| VIII   | 2003-04 | 18-01-2004 | CN Sabadell (3)           | 10-6          | CE Mediterrani        | Piscina Can Llong, Sabadell                  | [ 4 ]       |
| IX     | 2004-05 | 13-02-2005 | CN Sabadell (4)           | 10-5          | CE Mediterrani        | Piscina Prado Santo Domingo, Alcorcón        | [ 5 ]       |
| X      | 2005-06 | 26-02-2006 | CN Ondarreta Alcorcón (1) | 16-15         | CN Sant Andreu        | Piscina Can Llong, Sabadell                  |             |
| XI     | 2006-07 | 17-12-2006 | CN Ondarreta Alcorcón (2) | 11-10         | CN Sabadell           | Piscina Prado Santo Domingo, Alcorcón        |             |
| XII    | 2007-08 | 16-03-2008 | CN Sabadell (5)           | 12-4          | CE Mediterrani        | Piscina Can Llong, Sabadell                  |             |
| XIII   | 2008-09 | 25-01-2009 | CN Sabadell (6)           | 13-9          | CE Mediterrani        | Centro Acuático y Deportivo, Dos Hermanas    |             |
| XIV    | 2009-10 | 31-01-2010 | CN Sabadell (7)           | 10-4          | CN Mataró             | Piscina Prado Santo Domingo, Alcorcón        |             |
| XV     | 2010-11 | 06-02-2011 | CN Sabadell (8)           | 18-8          | CE Mediterrani        | Piscina Josep Vallés, Barcelona              |             |
| XVI    | 2011-12 | 25-03-2012 | CN Sabadell (9)           | 16-5          | CN Sant Andreu        | Piscina Municipal Montequinto, Dos Hermanas  | [ 6 ] [ 7 ] |
| XVII   | 2012-13 | 03-03-2013 | CN Sabadell (10)          | 24-2          | CN Terrassa           | Piscina Municipal, Sant Feliu de Llobregat   | [ 8 ]       |
| XVIII  | 2013-14 | 16-02-2014 | CN Sabadell (11)          | 15-3          | CN Mataró             | Piscina Carles Ibars, Sabadell               |             |
| XIX    | 2014-15 | 08-02-2015 | CN Sabadell (12)          | 11-4          | CN Sant Andreu        | Piscina Pere Serrat, Barcelona               | [ 9 ]       |
| XX     | 2015-16 | 10-04-2016 | CN Mataró (1)             | 9-7           | CN Sabadell           | Piscina Carles Ibars, Sabadell               | [ 10 ]      |
| XXI    | 2016-17 | 12-02-2017 | CN Sabadell (13)          | 14-7          | CN Mataró             | Piscina CN Terrassa, Terrassa                |             |
| XXII   | 2017-18 | 12-02-2018 | CN Sabadell (14)          | 17-3          | CN Terrassa           | Piscina Josep Vallés, Barcelona              |             |
| XXIII  | 2018-19 | 10-02-2019 | CN Sabadell (15)          | 11-9          | CN Sant Andreu        | Piscina Municipal, Sant Feliu de Llobregat   | [ 11 ]      |
| XXIV   | 2019-20 | 01-03-2020 | CN Sabadell (16)          | 5-5 (4-3, p.) | CN Terrassa           | Piscina Can Llong, Sabadell                  | [ 2 ]       |
| XXV    | 2020-21 | 11-04-2021 | CN Sabadell (17)          | 11-9          | CN Mataró             | Piscina Pere Serrat, Barcelona               | [ 12 ]      |
| XXVI   | 2021-22 | 13-02-2022 | CN Mataró (2)             | 7-4           | CN Sabadell           | Piscina CN Terrassa, Terrassa                | [ 13 ]      |
| XXVII  | 2022-23 | 19-02-2023 | CN Sabadell (18)          | 8-6           | CN Mataró             | Piscina CN Terrassa, Terrassa                | [ 14 ]      |
| XXVIII | 2023-24 | 05-05-2024 | CN Sant Andreu (1)        | 13-12         | CN Sabadell           | Piscina Can Llong, Sabadell                  | [ 15 ]      |
| XXIX   | 2024-25 | 09-03-2025 | CN Sant Andreu (1)        |               | CN Sabadell           | Piscina Son Hugo, Palma                      |             |

## Palmarès
| Equip                            | Campió | Subcampió | Finals | Anys campió                                                                                                | Anys subcampió                           |
| -------------------------------- | ------ | --------- | ------ | --- | ---------------------------------------- |
| Club Natació Sabadell            | 18     | 7         | 25     | 2001, 2002, 2004, 2005, 2008, 2009, 2010, 2011, 2012, 2013, 2014, 2015, 2017, 2018, 2019, 2020, 2021, 2023 | 1999, 2000, 2007, 2016, 2022, 2024, 2025 |
| Club Esportiu Mediterrani        | 5      | 7         | 12     | 1997, 1998, 1999, 2000, 2003                                                                               | 2001, 2002, 2004, 2005, 2008, 2009, 2011 |
| Centre Natació Mataró            | 2      | 5         | 7      | 2016, 2022                                                                                                 | 2010, 2014, 2017, 2021, 2023             |
| Club Natació Sant Andreu         | 2      | 4         | 6      | 2024, 2025                                                                                                 | 2006, 2012, 2015, 2019                   |
| Club Natación Ondarreta Alcorcón | 2      | 2         | 4      | 2006, 2007                                                                                                 | 1997, 2003                               |
| Club Natació Terrassa            | 0      | 3         | 3      | — | 2013, 2018, 2020                         |
| Club Natació Catalunya           | 0      | 1         | 1      | — | 1998                                     |